# Afrique du Sud aux Jeux paralympiques d'été de 2020
L'Afrique du Sud participe aux Jeux paralympiques de 2020 à Tokyo au Japon. Il s'agit de sa 12e participation à des Jeux paralympiques d'été. En raison de la pandémie de coronavirus, l'édition 2020 a été reportée à l'été 2021.

## Bilan général

### Bilan par jour de compétition
| Jour          | Médaille d'or, Jeux paralympiques | Médaille d'argent, Jeux paralympiques | Médaille de bronze, Jeux paralympiques | Total |
| ------------- | --------------------------------- | ------------------------------------- | -------------------------------------- | ----- |
| 25 août       | 0                                 | 0                                     | 0                                      | 0     |
| 26 août       | 0                                 | 0                                     | 0                                      | 0     |
| 27 août       | 0                                 | 0                                     | 0                                      | 0     |
| 28 août       | 2                                 | 0                                     | 0                                      | 2     |
| 29 août       | 0                                 | 0                                     | 0                                      | 0     |
| 30 août       | 0                                 | 1                                     | 0                                      | 1     |
| 31 août       | 1                                 | 0                                     | 1                                      | 2     |
| 1er septembre | 0                                 | 0                                     | 0                                      | 0     |
| 2 septembre   | 0                                 | 0                                     | 0                                      | 0     |
| 3 septembre   | 1                                 | 0                                     | 0                                      | 1     |
| 4 septembre   | 0                                 | 0                                     | 0                                      | 0     |
| 5 septembre   | 0                                 | 0                                     | 1                                      | 1     |
| Total         | 4                                 | 1                                     | 2                                      | 7     |

### Bilan par sexe
| Sexe   | Médaille d'or, Jeux paralympiques | Médaille d'argent, Jeux paralympiques | Médaille de bronze, Jeux paralympiques | Total |
| ------ | --------------------------------- | ------------------------------------- | -------------------------------------- | ----- |
| Hommes | 3                                 | 0                                     | 0                                      | 3     |
| Femmes | 1                                 | 1                                     | 2                                      | 4     |
| Mixte  | 0                                 | 0                                     | 0                                      | 0     |
| Total  | 4                                 | 1                                     | 2                                      | 7     |

### Multi-médaillés
| Athlète         | Sport(s)   | Médaille d'or, Jeux paralympiques | Médaille d'argent, Jeux paralympiques | Médaille de bronze, Jeux paralympiques | Total |
| --------------- | ---------- | --------------------------------- | ------------------------------------- | -------------------------------------- | ----- |
| Ntando Mahlangu | Athlétisme | 2                                 | 0                                     | 0                                      | 2     |

## Médaillés

### Médailles d’or
| Sport      | Discipline                        | Athlète(s)      | Performance    | Date        |
| ---------- | --------------------------------- | --------------- | -------------- | ----------- |
| Athlétisme | 400 m femmes T47                  | Anrune Weyers   | 56 s 05        | 28 août     |
| Athlétisme | Saut en longueur hommes T63       | Ntando Mahlangu | 7,17 m         | 28 août     |
| Athlétisme | 200 m hommes T61                  | Ntando Mahlangu | 23 s 59        | 3 septembre |
| Cyclisme   | Course contre-la-montre hommes H1 | Pieter du Preez | 43 min 49 s 41 | 31 août     |

### Médailles d’argent
| Sport      | Discipline         | Athlète(s)       | Performance   | Date    |
| ---------- | ------------------ | ---------------- | ------------- | ------- |
| Athlétisme | 1 500 m femmes T11 | Louzanne Coetzee | 4 min 40 s 96 | 30 août |

### Médailles de bronze
| Sport      | Discipline          | Athlète(s)       | Performance   | Date        |
| ---------- | ------------------- | ---------------- | ------------- | ----------- |
| Athlétisme | 400 m femmes T37    | Sheryl James     | 1 min 3 s 82  | 31 août     |
| Athlétisme | Marathon femmes T12 | Louzanne Coetzee | 3 min 11 s 13 | 5 septembre |

## Résultats

### Athlétisme

#### Hommes
| Athlètes                 | Épreuve   | Série   | Série | Finale   | Finale                            |
| Athlètes                 | Épreuve   | Temps   | Rang  | Temps    | Rang                              |
| ------------------------ | --------- | ------- | ----- | -------- | --------------------------------- |
| Dyan Buis                | 100 m T38 | 11 s 75 | 5e    | Éliminés | Éliminés                          |
| Dyan Buis                | 400 m T38 | 51 s 29 | 1er   | 51 s 39  | 5e                                |
| Dan du Plessis           | 100 m T64 | 11 s 72 | 7e    | Éliminés | Éliminés                          |
| Dan du Plessis           | 400 m T62 | -       | -     | 53 s 56  | 7e                                |
| Charl du Toit            | 100 m T37 | 11 s 58 | 5e    | 11 s 63  | 8e                                |
| Charl du Toit            | 200 m T37 | 24 s 04 | 4e    | Éliminés | Éliminés                          |
| Charl du Toit            | 400 m T37 | -       | -     | 51 s 14  | 5e                                |
| Puseletso Michael Mabote | 100 m T63 | 12 s 64 | 3e    | 12 s 66  | 7e                                |
| Ntando Mahlangu          | 200 m T61 | -       | -     | 23 s 59  | Médaille d'or, Jeux paralympiques |
| Mpumelelo Mhlongo        | 100 m T64 | 11 s 06 | 3e    | 11 s 03  | 5e                                |
| Mpumelelo Mhlongo        | 200 m T64 | 22 s 81 | 2e    | 22 s 86  | 5e                                |
| Tebogo Mofokeng          | 100 m T64 | 11 s 40 | 7e    | Éliminés | Éliminés                          |
| Tebogo Mofokeng          | 400 m T62 | -       | -     | 50 s 09  | 4e                                |
| Jonathan Ntutu           | 100 m T12 | 11 s 23 | 3e    | Éliminés | Éliminés                          |

| Athlètes                 | Épreuve               | Finale      | Finale                            |
| Athlètes                 | Épreuve               | Performance | Rang                              |
| ------------------------ | --------------------- | ----------- | --------------------------------- |
| Reinhardt Hamman         | Lancer de javelot F38 | 52,49 m     | 6e                                |
| Ntando Mahlangu          | Saut en longueur T61  | 7,17 m      | Médaille d'or, Jeux paralympiques |
| Puseletso Michael Mabote | Saut en longueur T63  | 5,18 m      | 9e                                |
| Mpumelelo Mhlongo        | Saut en longueur T64  | 6,80 m      | 5e                                |
| Dyan Buis                | Saut en longueur T38  | 5,94 m      | 10e                               |
| Kerwin Noemdo            | Lancer de poids F46   | 15,65 m     | 4e                                |
| Tyrone Pillay            | Lancer de poids F63   | 11,94 m     | 8e                                |

#### Femmes
| Athlètes          | Épreuve      | Série         | Série    | Finale        | Finale                                 |
| Athlètes          | Épreuve      | Temps         | Rang     | Temps         | Rang                                   |
| ----------------- | ------------ | ------------- | -------- | ------------- | -------------------------------------- |
| Louzanne Coetzee  | 1 500 m T11  | 4 min 49 s 24 | 1re      | 4 min 40 s 96 | Médaille d'argent, Jeux paralympiques  |
| Louzanne Coetzee  | Marathon T12 | -             | -        | 3 min 11 s 13 | Médaille de bronze, Jeux paralympiques |
| Liezel Gouws      | 200 m T37    | Éliminés      | Éliminés | Éliminés      | Éliminés                               |
| Liezel Gouws      | 400 m T37    | -             | -        | 1 min 6 s 85  | 5e                                     |
| Sheryl James      | 100 m T37    | 13 s 58       | 3e       | 13 s 67       | 5e                                     |
| Sheryl James      | 200 m T37    | 27 s 73       | 2e       | 27 s 57       | 4e                                     |
| Sheryl James      | 400 m T37    | -             | -        | 1 min 3 s 82  | Médaille de bronze, Jeux paralympiques |
| Johanna Pretorius | 100 m T13    | 12 s 41       | 3e       | 12 s 33       | 5e                                     |
| Anrune Weyers     | 100 m T47    | 12 s 66       | 4e       | Éliminés      | Éliminés                               |
| Anrune Weyers     | 200 m T47    | 25 s 62       | 1er      | 25 s 51       | 4e                                     |
| Anrune Weyers     | 400 m T47    | 57 s 59       | 2e       | 56 s 05       | Médaille d'or, Jeux paralympiques      |

| Athlètes      | Épreuve              | Finale      | Finale |
| Athlètes      | Épreuve              | Performance | Rang   |
| ------------- | -------------------- | ----------- | ------ |
| Simone Kruger | Lancer de disque F38 | 31,51 m     | 5e     |
| Zanele Situ   | Lancer de poids F54  | 16,22 m     | 5e     |